# Prittlewell
Prittlewell ist ein Distrikt der englischen Stadt Southend-on-Sea und liegt etwa 60 km östlich der britischen Hauptstadt London. Hier leben knapp zehntausend Menschen.

## Geschichte
Historisch gesehen, war Prittlewell der Ursprung und Kern der heutigen Stadt Southend-on-Sea und letztere, wie der Name sagt, tatsächlich das an der „Seeküste gelegene Südende“ von Prittlewell.
Nachdem diese Region seit der Jungsteinzeit besiedelt war, wurde der Ort zwischen 500 und 850 von heidnischen Sachsen gegründet. Der Name Prittlewell wurde abgeleitet von einem Brunnen (englisch well), der hier stand und von dem mehrere Fischteiche gespeist wurden. Aus sächsischer Zeit stammt eine bedeutende Bestattung, das Grab von Prittlewell. Im 12. Jahrhundert wurde hier ein Kloster errichtet, die Prittlewell Priory. Seit 1481 wurde der Name Sowthende verwendet, aus dem dann Southend wurde.
Am 4. Juli 1901 wurde Eric Kirkham Cole in Prittlewell geboren, Gründer des von 1922 bis 1960 hier ansässigen bedeutenden Elektronik-Unternehmens EKCO.

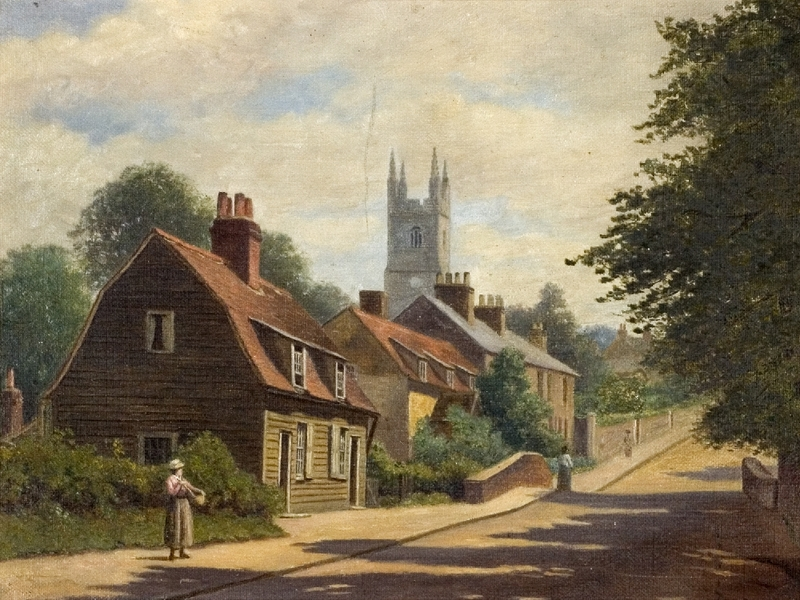
Prittlewell gemalt von Alfred Bennett Bamford (1919)
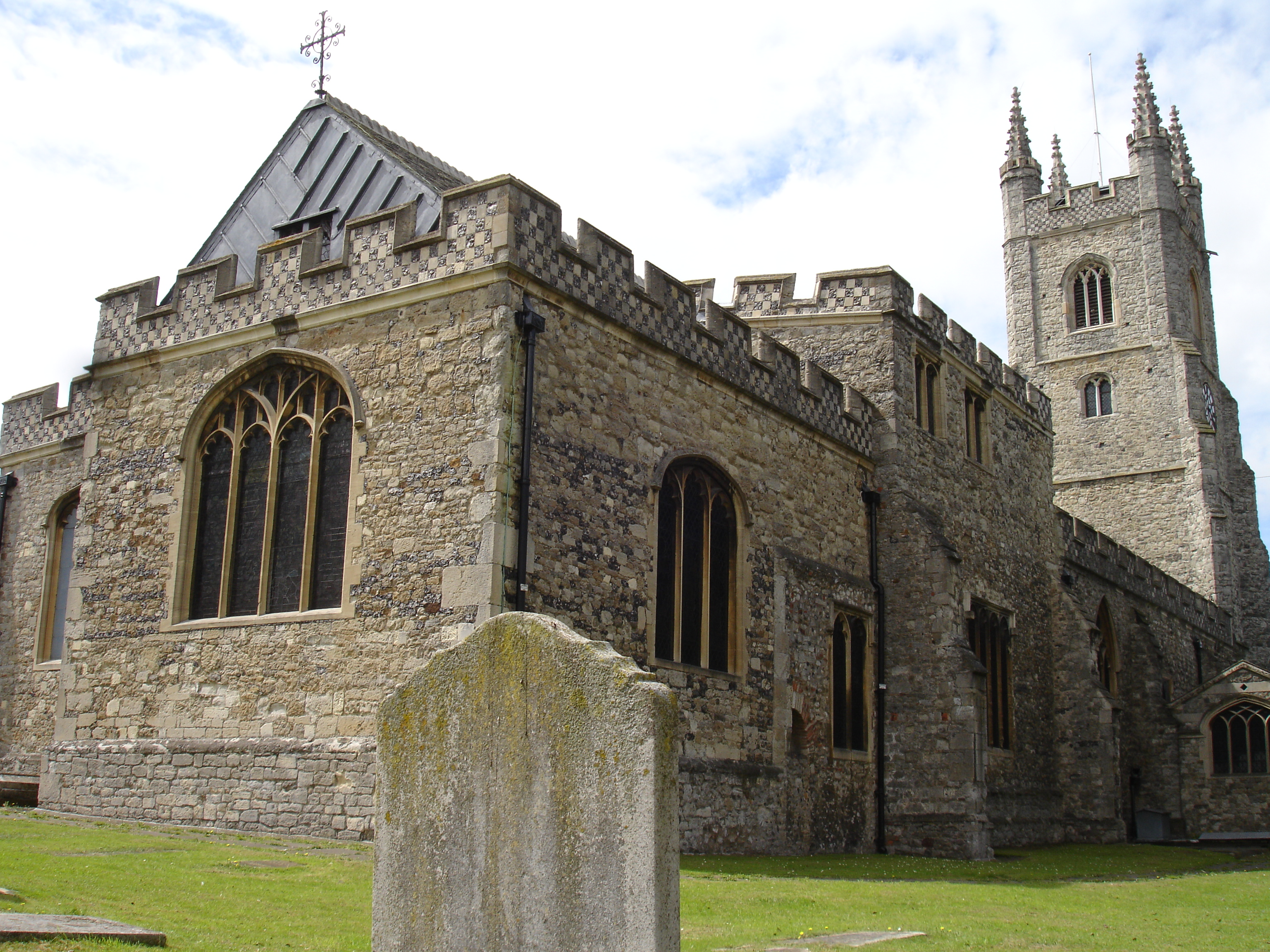
Die Kirche Saint Mary’s Parish Church
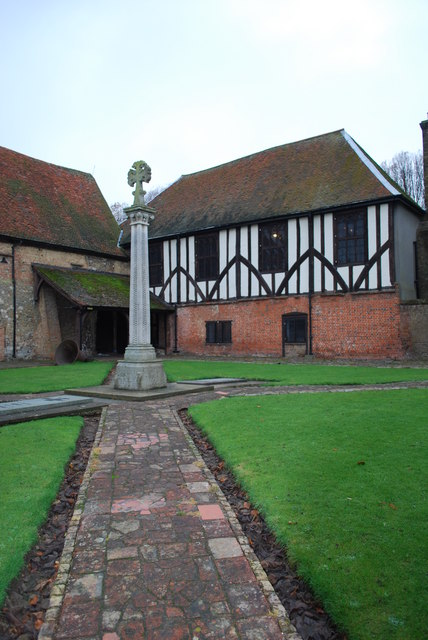
Überbleibsel des Klosters Prittlewell Priory
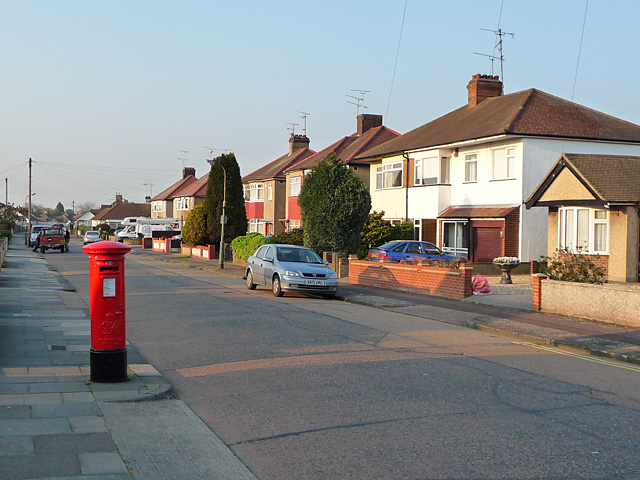
Straßenszene